# (204973) 1993 SN9
(204973) 1993 SN9 là một tiểu hành tinh vành đai chính. Nó được phát hiện bởi Henri Debehogne và Eric Walter Elst ở Đài thiên văn La Silla ở Chile ngày 22 tháng 9 năm 1993.